# Terminal Reality
Terminal Reality war ein amerikanisches Spieleentwicklerstudio, das August 1994 von Mark Randel und Brett Combs gegründet wurde und in der Nähe von Dallas ansässig war. Der Debüttitel Terminal Velocity wurde von 3D Realms vertrieben, später auch von Microsoft als Fury³ gebündelt mit Hardware. Mit 2 Millionen abgesetzten Kopien war es das bekannteste Produkt der Firma. 1998 trat man Gathering of Developers bei. Ende 2013 wurde bekannt, dass die Firma geschlossen wurde.

## Ludographie
- Terminal Velocity (1995)
- Hellbender (1996)
- Monster Truck Madness (1996)
- CART Precision Racing (1997)
- Monster Truck Madness 2 (1998)
- Fly! (1999)
- Nocturne (1999)
- Blair Witch Volume I: Rustin Parr (2000)
- 4x4 Evolution (2000)
- Fly! II (2001)
- 4x4 Evo 2 (2001)
- BloodRayne (2002)
- RoadKill (2003)
- BlowOut (2003)
- BloodRayne 2 (2004)
- Æon Flux (2005)
- The King of Fighters Collection: The Orochi Saga (2006)
- SpyHunter: Nowhere to Run (2006)
- Metal Slug Anthology (2006)
- SNK Arcade Classics Vol. 1 (2008)
- Samurai Shodown Anthology (2008)
- Ghostbusters: The Video Game (2009)
- Def Jam Rapstar (2010)
- Kinect Star Wars (2012)
- The Walking Dead: Survival Instinct (2013)